# Juan d'Arienzo

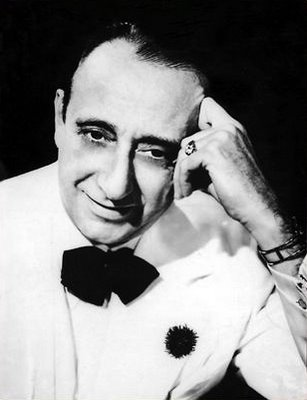

Juan d'Arienzo (Buenos Aires, 14 de dezembro de 1900 — 14 de janeiro de 1976) foi um diretor de orquestra e compositor de tangos argentino, dos mais populares de todos os tempos.
Desde muito cedo participava de conjuntos musicais como violinista, e chegou a organizar uma jazzband nos anos 1920. Posteriormente, ingressou nas orquestras de teatro.
Em 1934 começou a formar sua orquestra, dotada de uma forma muito peculiar de tocar tangos, que encontrou uma notável aceitação pública. D'Arienzo resgatou o primitivo 2x4 do tango, modernizando-o para o delírio dos amantes do ritmo, que consumiam avidamente os seus discos e lotavam os locais onde a orquestra se apresentava.
Deixou muitas gravações, sendo por 40 anos (1935 a 1975) artista exclusivo da RCA Victor, encontrando muito êxito, inclusive fora de seu país.
Foi enterrado no cemitério da Chacarita.

## Composições
- Milonga brava
- Chirusa
- El vino triste
- No no veremos
- Garronero
- Apache
- Nada más
- Ya lo ves
- Paciencia